# Jan Blokhuijsen
Jan Blokhuijsen (Zuid-Scharwoude, 1 april 1989) is een Nederlands oud-langebaanschaatser.
In 2008 maakte hij de overstap van Jong Oranje naar de Opleidingsploeg van de KNSB om een jaar later naar de VPZ-formatie te gaan, zijn eerste commerciële ploeg. Vervolgens schaatste hij vanaf 2010 drie jaar bij de Schaatsploeg van TVM en 2 jaar voor Team Corendon alvorens hij in 2015 de overstap naar Stressless maakte. Van 2016 tot en met 2018 schaatste hij bij Team JustLease.nl onder leiding van Rutger Tijssen en Wouter Olde Heuvel. Na een tussenjaar maakte hij in 2019 zijn comeback bij Team IKO van Erwin ten Hove en Martin ten Hove.
De specialiteit van Blokhuijsen lag bij het allrounden met als beste afstand de 5000 meter. Zo won hij op deze afstand zilver op de Olympische Spelen in Sochi en werd hij Europees kampioen Allround in datzelfde jaar. Zijn goede allroundkwaliteiten tonen zich ook op de Adelskalender. Op deze lijst stond hij anno maart 2016 op de 8e positie in de lijst van de grote vierkamp.
Naast schaatsen heeft Blokhuijsen ook een grote passie voor geschiedenis, zo heeft hij op de Rijksuniversiteit in Groningen geschiedenis gestudeerd.

## Biografie
In 2007 haalde Blokhuijsen zijn vwo-diploma aan het Trinitas College, locatie Han Fortmann. Na een succesvolle periode in het schaatsen en skeeleren (waarin hij verschillende Nederlandse en Europese jeugdtitels won en een 2e plaats op het WK in Korea behaalde), is hij zich volledig gaan richten op zijn schaatscarrière. 
Op 18-jarige leeftijd maakte Blokhuijsen zijn debuut op het NK Afstanden in Thialf. Een paar maanden later pakte hij bij het NK Allround in Groningen zilver op de 500 meter, in het algemeen klassement kon hij echter nog geen hoofdrol vervullen, hij beëindigde het toernooi als 8e.

### Wereldkampioen bij de Junioren
Tijdens zijn debuutseizoen bij de senioren mocht Blokhuijsen ook nog uitkomen bij de junioren. In februari 2008 werd hij in Groningen in die categorie Nederlands kampioen allround. Later die maand werd Blokhuijsen wereldkampioen bij de junioren, voor zijn landgenoten Koen Verweij en Berden de Vries met wie hij daarnaast ook de ploegenachtervolging won op het WK. Tijdens dat WK werd Blokhuijsen ook eerste op de 1500 en 3000 meter, deze worden echter nog niet geteld als officiële wereldtitels bij de junioren, aangezien pas een jaar later, in 2009, om individuele afstandstitels werd gestreden.

### Doorbraak bij de senioren
In zijn eerste volledige seizoen bij de senioren liet de progressie en echte doorbraak nog op zich wachten. Tijdens zowel het NK Afstanden als het NK Allround kon de Noord-Hollander zich nog niet mengen in de strijd om de medailles. Desondanks bleef zijn talent niet onopgemerkt en kon hij de overstap maken naar een van de commerciële ploegen. Op 19 februari 2009 werd bekend dat bij het ingaan van seizoen 2009/2010 Blokhuijsen deel gaat uitmaken van de VPZ-ploeg.
Tijdens het Olympische seizoen maakte Blokhuijsen grote stappen. Op 25 januari 2010 plaatste hij zich op het OKT II voor de 5000 meter op de Olympische Spelen van Vancouver, dit ging ten koste van onder andere Carl Verheijen. Op 12 februari 2010, een dag voor de start van de 5000 meter op de Olympische Spelen afstand, werd bekend dat Blokhuijsen in de belangstelling staat van het TVM-team onder leiding van Gerard Kemkers. Zijn voormalige teamgenoot van Jong Oranje, Koen Verweij, schaatste daar toentertijd ook. Op deze Olympische Spelen kon Blokhuijsen individueel niet boven zichzelf uitstijgen, op de 5000 meter werd Blokhuijsen slechts negende. Daarentegen won hij samen met Mark Tuitert en Sven Kramer wel een medaille op de ploegenachtervolging. In de strijd om de derde plaats werd op 27 februari Noorwegen verslagen. Het team zette in de strijd om brons wel de snelste tijd van alle ploegen neer en verbeterde hiermee het Olympisch Record: 3.39,95.

Een maand eerder deed Blokhuijsen al internationaal van zich spreken door vijfde te worden op het EK Allround, twee maanden later, in maart werd hij op het WK Allround in Thialf eveneens vijfde in het klassement.
Dit goede seizoen resulteerde in een contract bij TVM. Na een paar maanden van speculatie tekende hij op 31 maart 2010 voor twee jaar bij de TVM Schaatsploeg.
Het seizoen 2010-2011 begon voor Blokhuijsen matig, gehinderd door een ziekte in de aanloop naar het NK afstanden wist hij zich niet te plaatsen voor de wereldbekerwedstrijden. Maar na de wat mindere start van het seizoen herpakte Blokhuijsen zich formidabel in de loop van het seizoen. Dit begon met een derde plek op het NK Allround (ondanks ziekte in de week er aan voorafgaand), waarmee hij zich kwalificeerde voor het EK Allround.

Op de internationale allroundtoernooien vestigde hij zich tussen erkende toppers als Ivan Skobrev en Håvard Bøkko. Op het EK Allround won hij zilver (achter Skobrev) en op het WK Allround brons, beide keren was Blokhuijsen de beste Nederlander in het klassement. Naast de op zich al knappe klasseringen op de Allround toernooien, wist Blokhuijsen op het WK Allround in Calgary ook op alle vier de afstanden nieuwe persoonlijke records te noteren. Zijn tijden op de 500 meter (35,59) en 1500 meter (1.43,77) staan anno 2016 nog steeds overeind als persoonlijk record. Ook zijn tijd op de 10 km was knap, Blokhuijsen kwam slechts  vier honderdsten tekort de magische grens van de 13 minuten te slechten: 13.00,04. Bovendien zette Blokhuijsen met deze persoonlijke records een nieuw Nederlands record puntenaantal, 146.603, op de grote vierkamp neer, dit record werd pas in 2015 op het WK Allround, eveneens in Calgary, door Sven Kramer weer verbroken.

Op het WK Afstanden in Inzell pakte Blokhuijsen op de ploegenachtervolging samen met Koen Verweij en Bob de Vries brons op de ploegenachtervolging. Individueel bracht het WK minder succes: op de 5000 meter werd Blokhuijsen gediskwalificeerd nadat hij een blokje had aangetikt.

### Aan de top in het internationale schaatsen

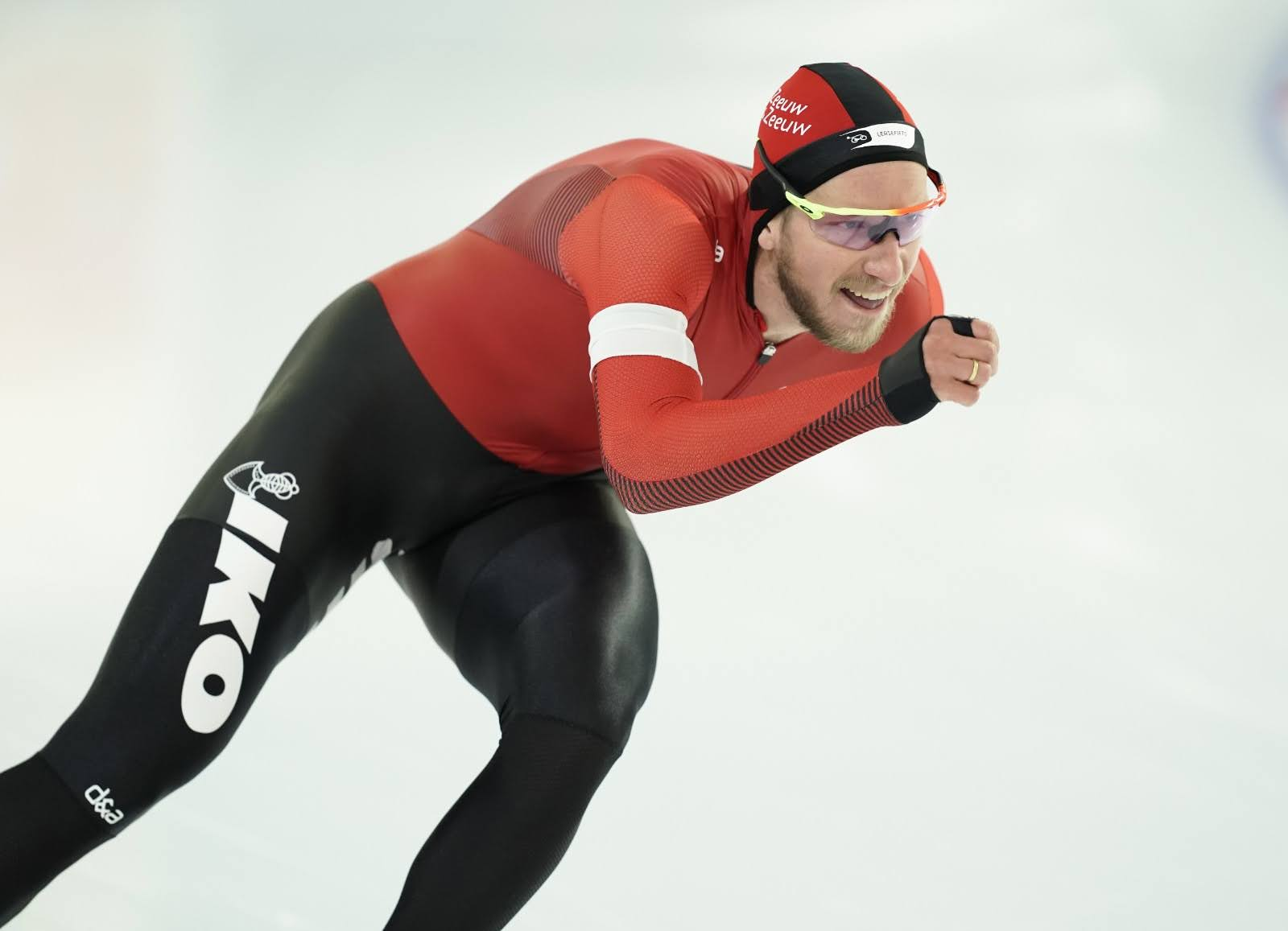
Blokhuijsen (2020)

Na een 'Kramerloos-jaar' was het nu zaak voor Blokhuijsen om te laten zien dat hij ook met Sven Kramer als tegenstander kan meestrijden om de prijzen, en daarmee tevens aantonen dat het vorige seizoen geen incident was. Op het NK afstanden 2012 reed hij een solide 5 en 10 km waarop hij respectievelijk 4e en 5e werd. De vijfde plek op de 10 km was echter niet voldoende voor plaatsing voor de wereldbeker aangezien Bob de Vries, die een beschermde status had dankzij zijn tweede plek op het WK van 2011, zesde werd en zich daarmee plaatste voor de wereldbeker. Ook op de 1500 meter reed Blokhuijsen een goede race waarop hij zesde werd, op slechts één duizendste van nummer vijf Mark Tuitert, waardoor Blokhuijsen dus met minimaal verschil de wereldbeker op deze afstand mist.

Blokhuijsen plaatste zich wel voor het EK allround 2012 in Boedapest, waar hij een goed toernooi reed. Na drie afstanden stond hij eerste in het klassement, voor Sven Kramer. Op de 10 km kon hij tot halverwege de race goed partij geven. Nadat hij een paar versnellingen van Kramer had weten te pareren moest hij uiteindelijk toch capituleren. Blokhuijsen werd, net als in 2011, 2e op het EK allround achter Sven Kramer. Tijdens het EK wist hij op alle vier de afstanden een medaille te winnen (2× zilver en 2× brons).

In Moskou zorgde Blokhuijsen samen met Sven Kramer en Koen Verweij voor een echt oranjefeestje: de drie vormden een compleet Nederlands eindpodium, dat was in 2003 voor het laatst voorgekomen. Een week eerder had Blokhuijsen zijn eerste medaille gepakt op een individuele afstand. Tijdens de Wereldbeker in Hamar pakte hij de bronzen medaille, achter Bob de Jong en Sven Kramer, op de 5000 meter. Door deze goede prestaties plaatste Blokhuijsen zich net als een jaar eerder ook individueel op de 5000 meter voor het WK Afstanden 2012 in Thialf, op dit WK had hij wisselend succes: op minder dan 0,6 van Jonathan Kuck miste Blokhuijsen op de 5000 meter het brons. Maar daarentegen sleepte Blokhuijsen op de laatste dag van het schaatsseizoen zijn eerste wereldtitel in de wacht. Samen met Sven Kramer en Koen Verweij won hij het goud op de ploegenachtervolging, met 2 seconden voorsprong op de Verenigde Staten.

#### Aanval op hegemonie van Kramer
Blokhuijsen blijft ambitieus en kondigt aan de concurrentie met Sven Kramer te willen aangaan. Dit laat hij al direct zien op het NK Afstanden in Heerenveen begin november 2012. Voor het eerst in zijn carrière pakt hij medailles op het NK Afstanden: zilver op de 5000 meter en brons op de 10 000 meter. Deze goede lijn zet hij door in de wereldbeker, in Heerenveen werd hij derde en week later in Kolomna, pakte hij op ruim een seconde van Kramer het zilver, voor Jorrit Bergsma en Bob de Jong.

Tijdens het NK Allround in Heerenveen laat hij Kramer voor het eerst echt zweten: op slechts 0,2 punt wordt Blokhuijsen tweede achter de Fries. Na twee afstanden ging Blokhuijsen zelfs brutaal aan de leiding, maar op de 1500 en 10 000 meter pakt Kramer net genoeg tijd terug op zijn ploeggenoot om de winst op te eisen. Tijdens de afsluitende 10 000 meter op dit NK, uitte Blokhuijsen voor het eerst openlijk kritiek op de coaching, volgens hem werden afspraken namelijk niet nagekomen, zo kreeg Kramer tijdens hun directe duel ook de rondetijden van Blokhuijsen door. Twee weken later kon Blokhuijsen op het EK Allround zijn niveau van het NK niet nogmaals etaleren. Ondanks dat Kramer hem als zijn grootste concurrent zag waren de tijden van Blokhuijsen minder dan op het NK. Desalniettemin werd Blokhuijsen voor het derde jaar op rij tweede op het EK Allround.

 De rest van het seizoen weet de Noord-Hollander zijn topvorm echter niet meer te benaderen. Op het WK Allround in Hamar wordt Blokhuijsen slechts elfde. Dit betekent dat Blokhuijsen, door nieuwe regels van de ISU, zelfs niet meer mag starten op de afsluitende 10 km. Toch weet Blokhuijsen zijn seizoen met een prijs af te sluiten, net als een jaar eerder pakt hij samen met Kramer en Verweij de wereldtitel op de ploegenachtervolging.
Gedurende het seizoen ontstonden de eerste stribbelingen tussen Blokhuijsen en zijn ploeg TVM. Dit ontaardde op 4 maart 2013: toen gaf Blokhuijsen aan dat hij zijn matige prestatie op het WK van 2013 in Hamar weet aan de ziekte van Pfeiffer. Echter, zij coach Kemkers corrigeerde hem vanwege het feit dat Blokhuijsen ook zijn eigen plan trekt en dat TVM wil dat hij zijn experimenten, onder meer met een zuurstoftent, stopt. Na gesprekken over de werkwijze in en vlak na het weekend van de wereldbekerfinale in Heerenveen besloten het team en Blokhuijsen na overleg uit elkaar te gaan.

Begin mei werd bekend dat Blokhuijsen een contract heeft getekend bij Corendon voor één seizoen, hier wordt hij herenigd met onder meer trainer/caoach Jan van Veen, onder zijn leiding pakte Blokhuijsen in 2008 al eens de wereldtitel bij de junioren. Bij Corendon wordt Blokhuijsen kopman en kan hij zich richten op de Olympische Spelen in 2014.

#### Olympisch succes in Sochi
Ondanks dat Blokhuijsen een nieuwe weg had ingeslagen, verliep het begin van het Olympisch seizoen relatief stroef voor Blokhuijsen. Zowel tijdens het NK Afstanden, waar hij twee keer vierde werd, als de eerste wereldbekerwedstrijden kon Blokhuijsen nog geen successen boeken voor zijn nieuwe ploeg Corendon. Toch werd het voorseizoen positief afgesloten tijdens de wereldbeker in Berlijn met een goede 5000 meter, hierop eindigde hij (weliswaar bij afwezigheid van Sven Kramer) als tweede, op minder dan een seconde van Jorrit Bergsma.
Bij het OKT eind december in Thialf reed Blokhuijsen een sterke vijf kilometer. Op deze afstand was hij met 6.14,67 drie tiende sneller dan Bob de Jong en werd met deze tijd derde. Echter, door de zogenaamde prestatiematrix die de KNSB hanteerde tijdens het toernooi voor de plaatsing voor de Olympische Spelen, plaatste Blokhuijsen zich pas een paar dagen later definitief voor Sochi. Dankzij zijn kwalificatie kwam hij ook in de achtervolgingsploeg terecht. Op de 1500 en de 10.000 meter wist Blokhuijsen zich niet te plaatsen voor de Olympische Spelen, op de langste afstand reed hij wel een persoonlijk record van 12.57,58.

Deze stijgend lijn die aan het begin van het seizoen was ingezet, zette Blokhuijsen door op het EK Allround in Hamar waar hij, weliswaar bij afwezigheid van Sven Kramer, de Europese titel voor zich opeiste. Blokhuijsen wist na een na een slopende tweestrijd met Koen Verweij de laatstgenoemde van zich af te schudden en naar het zilver te verwijzen. De titel dankte Blokhuijsen met name aan een ijzersterke 5 en 10 km, op beide afstanden reed hij de concurrentie op grote afstand. Hiermee won Blokhuijsen zijn eerste grote individuele titel bij de senioren.

Op 8 februari 2014 vond de Olympische 5000 meter plaats, de race waar Blokhuijsen zich al jaren op voorbereidde. In de voorlaatste rit reed Blokhuijsen naar een tijd van 6.15,71, uiteindelijk goed voor een zeer knappe zilveren medaille, achter Sven Kramer, maar voor onder meer Jorrit Bergsma. Een week later reed Blokhuijsen, na een afmelding van Sven Kramer, een redelijke 1500 meter maar met een 13e plaats kon hij zich niet mengen in de strijd om de medailles. Deze afstand zou echter vooral berucht worden doordat landgenoot Koen Verweij op slechts 0,003 seconden het goud miste. Beide mannen wonnen op 22 februari 2014 samen met Sven Kramer wel goud op de ploegenachtervolging. Onbedreigd en solide schaatste het trio, dat in 2012 en 2013 al wereldkampioen werd op dit onderdeel, in de finale naar de snelste tijd. Door zijn prestaties werd Blokhuijsen op 25 februari 2014 Ridder in de orde van Oranje Nassau.

Tijdens de seizoensafsluiter, het WK Allround in Heerenveen, pakte Blokhuijsen net als in 2012 het zilver. Mede door de afwezigheid van Kramer noteerde Blokhuijsen op de 5000 en de 10 000 meter, net als op het EK Allround, de snelste tijd. Desondanks wist Koen Verweij op de korte afstanden genoeg marge te pakken om zich tot wereldkampioen te kronen.

### Terugval en een nieuwe weg
Het post-Olympische seizoen was er een voor Blokhuijsen om snel te vergeten. Het begon al bij het NK Afstanden: op de 1500 meter werd hij nog achtste, maar op zowel de 5000 meter als de 10 000 meter haalde hij de finish niet. Hierdoor moest hij het hele voorseizoen aan zich voorbij laten gaan en vertoonde hij zich pas tijdens het NK Allround weer. Met een bronzen medaille op de 500 meter leek hij weer terug op zijn oude niveau, niets bleek echter minder waar: de 5000 en de 1500 meter verliepen dramatisch. Blokhuijsen plaatste zich nog wel voor de afsluitende 10 km, waar hij zich echter voor afmeldde. Hiermee begon een lange rel tussen Blokhuijsen en de ploeg (Corendon). Dit uitte zich voor het eerst openlijk tijdens dat NK Allround middels een flinke discussie (naar aanleiding van de afmelding door Blokhuijsen voor de 10 km) tussen Blokhuijsen en zijn coach Jan van Veen, opgenomen door middel van camerabeelden in de warming-up ruimten in Thialf.

Deze ruzie zorgde ervoor dat de sponsor zich via Martin de Boer (manager van sportteams bij Corendon) officieel uitte en op 29 januari 2015 publiekelijk liet weten Blokhuijsen nog één kans te geven en dat hij zich moest houden aan bepaalde regels. Desondanks bleek er voor beide partijen weinig zicht op verbetering en werd de samenwerking in mei beëindigd, ondanks dat Blokhuijsen nog een contract voor een jaar had bij de ploeg. Voor velen was dit een vrij opvallend bericht aangezien Blokhuijsen een paar weken eerder nog had laten weten op verbetering te hopen bij Corendon en bij de ploeg verder te willen gaan met voorbereiding op het komende seizoen.

Op 19 juni werd bekend dat Blokhuijsen verdergaat bij Team Stressless onder leiding van Bart Veldkamp en Desly Hill. Hier zal hij onder meer samen rijden met de Belg Bart Swings en de Amerikanen Joey Mantia en Brittany Bowe, die net als Blokhuijsen, allemaal een achtergrond hebben in het inline-skaten.
Eind oktober 2015 was Blokhuijsen weer helemaal klaar voor een nieuw seizoen. Tijdens de KNSB Cup, de nieuwe seizoensopener in plaats van het NK Afstanden, reed Blokhuijsen op de eerste dag een slechte 5000 meter waarop hij 13e werd. Een dag later liet hij toch zien op de weg terug te zijn met een knappe zesde plaats op de 1500 meter. Hiermee wist hij zich desondanks niet direct te plaatsen voor de eerste wereldbekerwedstrijden, wel reist hij naar Calgary en Salt Lake City af als reserve. In Salt Lake City mag Blokhuijsen na een jaar afwezigheid al zijn rentree weer maken in het Wereldbekercircuit, hij vervangt op de 1500 meter Sven Kramer. Tijdens zijn rentree wordt Blokhuijsen tweede in de B-Groep en dwingt daarmee promotie af naar de A-Groep voor de wereldbeker in Inzell. Tijdens de wereldbekerwedstrijden in Inzell en Berlijn eindigt Blokhuijsen in de achterhoede op de 1500 meter.

Blokhuijsen kwalificeert zich tijdens het NK Afstanden dankzij degelijke races op de 5000 meter (6e) en de 1500 meter (7e) samen met Sven Kramer en Douwe de Vries voor het EK Allround in Minsk. Op dit EK rijdt Blokhuijsen, op een matige 1500 meter na, een zeer sterk toernooi met afstandsmedailles op zowel de 5000 meter als de 10 000 meter. In het klassement eindigt hij op gepaste afstand van Sven Kramer en ploeggenoot Bart Swings op een knappe derde plaats, hiermee lijkt Blokhuijsen weer terug aan de top van het internationale schaatsen. Twee weken later op het NK Allround bevestigd Blokhuijsen zijn vorm door, weliswaar bij afwezigheid van Kramer, met overmacht de Nederlandse titel op zijn naam te schrijven. Ondanks dat Blokhuijsen al in 2014 Europees kampioen werd, is dit pas zijn eerste Nederlandse titel.

Ondanks zijn sterke comeback selecteert bondscoach Geert Kuiper hem niet voor de ploegenachtervolging op het WK Afstanden in februari in Kolomna, dit leidt tot onbegrip bij Blokhuijsen. Na de afmelding van Kramer voor de ploegenachtervolging, vanwege het drukke schema op het WK, roept Kuiper alsnog Blokhuijsen op. Op 12 februari 2016 wint Blokhuijsen samen met Douwe de Vries en Arjan Stroetinga met ruime voorsprong op Noorwegen de wereldtitel op de ploegenachtervolging. Op 12 maart herhalen zij dit kunstje in Thialf tijdens de wereldbekerfinale, door deze overwinning wordt ook het wereldbekerklassement gewonnen. Blokhuijsen had hierin een groot aandeel, hij startte in alle vier de wedstrijden en daarvan werden er 3 gewonnen.

Tijdens het WK Allround wordt Blokhuijsen, samen met Kramer, Swings, Pedersen en Yuskov gerekend tot medaillekandidaten. Nadat Yuskov zich afmeldt na de 500 meter en Swings valt op de 5000 meter, lijkt een medaille zeker voor Blokhuijsen. Samen met Sverre Lunde Pedersen mag Blokhuijsen strijden voor het zilver, Blokhuijsen kan goed mee met de Noor, maar moet op de 1500 meter toch te veel tijd prijs geven waardoor de Nederlander, ondanks ziekte op de tweede dag, knap derde wordt op het WK Allround.

#### Wisseling van ploeg
Ondanks een succesvolle comeback bij Team Stressless staat Blokhuijsen open voor andere opties om te weg naar de Olympische Spelen van 2018 te bewandelen. Zo heeft hij moeite met het feit dat hij af en toe alleen moet trainen en geeft hij aan meerdere opties te hebben voor het komende seizoen. Desgevraagd geeft Blokhuijsen aan open te staan voor een hereniging met Sven Kramer. Uiteindelijk wordt op 2 mei bekend dat Jan Blokhuijsen zal overstappen naar de schaatsploeg Team JustLease.nl, onder leiding van Rutger Tijssen, hier tekent hij een contract voor twee seizoenen.
In het nieuwe seizoen wist hij zich bij de KNSB Cup voor het derde jaar op rij niet direct te plaatsen voor de eerste wereldbekercyclus. Op de 1500 meter werd hij 8e en op de 5000 meter 7e. Door afmeldingen van diverse Nederlanders voor de wereldbeker in Astana mocht hij toch opdraven aldaar. Op de 5000 meter reed hij zeer sterk in de B-Groep en wist daar te winnen, later bleek hij zelfs sneller te zijn dan winnaar van de A-Groep Peter Michael. Op de 1500 meter eindigde hij als 5e in de B-Groep en op de ploegenachtervolging werden de Nederlanders gediskwalificeerd na een val van Evert Hoolwerf.
Aan het einde van het jaar tijdens NK Afstanden in Thialf reed Blokhuijsen allemaal degelijke afstanden, desondanks wist hij zich niet individueel te plaatsen voor het WK Afstanden in Zuid-Korea. Wel hield hij er een ticket voor het EK Allround aan over. Tijdens dat EK Allround werd Blokhuijsen achter een superieure Kramer tweede, voor concurrenten als Bart Swings een Sverre Lunde Pedersen. Voor Blokhuijsen betekende dat alweer zijn zesde podiumplek op dat toernooi. Aan het einde van het seizoen hield zijn ploeg op te bestaan en houdt hij een jaar rust. Bij Team IKO blijft hij in training ter voorbereiding op de volgende seizoenen. Voor het nieuwe seizoen 2019/2020 had Blokhuijsen zich volledig aangesloten bij Team IKO om zich toe te werken naar de Olympische Spelen en vormde hij de allroundtak mannen met Lex Dijkstra. Op 28 april 2021 werd hij door de ISU berispt toen hij tijdens de coronapandemie weigerde een mondmasker te dragen toen officials van de PWC (Professional Worldwide Controls) een dopingtest bij hem thuis af kwamen nemen. Voor seizoen 2022/2023 werd Blokhuijsen niet meer opgenomen in IKO.

## Persoonlijk
Blokhuijsen woont in Heerenveen en is in 2018 getrouwd met Penny-Lee Hartsuijker, eigenaresse van een modellenbureau.

## Records

### Persoonlijke records[63]
| Afstand      | Tijd     | Datum            | Baan       |
| ------------ | -------- | ---------------- | ---------- |
| 500 meter    | 35,59    | 12 februari 2011 | Calgary    |
| 1000 meter   | 1.09,11  | 25 november 2017 | Calgary    |
| 1500 meter   | 1.43,78  | 13 februari 2011 | Calgary    |
| 3000 meter   | 3.38,89  | 19 december 2017 | Heerenveen |
| 5000 meter   | 6.11,91  | 10 november 2013 | Calgary    |
| 10.000 meter | 12.57,58 | 28 december 2013 | Heerenveen |

### Wereldrecords
| Nr. | Afstand       | Tijd     | Datum            | Baan           |
| --- | ------------- | -------- | ---------------- | -------------- |
| 1.  | Achtervolging | *3.37,17 | 9 november 2013  | Calgary        |
| 2.  | Achtervolging | *3.35,60 | 16 november 2013 | Salt Lake City |

* samen met Sven Kramer en Koen Verweij

## Resultaten
| Jaar | NK Afstanden                                  | NK Allround            | EK allround          | WK Allround           | WK Afstanden             | Olympische Spelen                 | Wereldbeker                            | WK Junioren                                                          |
| ---- | --------------------------------------------- | ---------------------- | -------------------- | --------------------- | ------------------------ | --------------------------------- | -------------------------------------- | -------------------------------------------------------------------- |
| 2008 | 12e 1500m 13e 5000m                           | 8e · (, 12e, 11e, 11e) |                      |                       |                          |                                   |                                        | Allround · (4e, 1e, 1e, 2e) 1500 m · 3000 m · 5000 m · Achtervolging |
| 2009 | 14e 1500m 19e 5000m                           | 8e (5e, 10e, 14e, 9e)  |                      |                       |                          | -                                 |                                        |                                                                      |
| 2010 | 7e 1500m 6e 5000m                             |                        | 5e (7e, 4e, 17e, 4e) | 5e (9e, 7e, 10e, 6e)  |                          | 9e 5000m · Achtervolging          | 10e 5/10 km · Achtervolging            |                                                                      |
| 2011 | 9e 1500m 8e 5000m Dq 10000m                   | · (, , 5e, 4e)         | · (, 4e, 5e, )       | · (4e, 4e, 6e, )      | Dq 5000m · Achtervolging |                                   | 16e 5/10 km 8e Achtervolging           |                                                                      |
| 2012 | 6e 1500m 4e 5000m 5e 10000m                   |                        | · (, )               | · (7e, , )            | 4e 5000m · Achtervolging | 6e 5/10 km · Achtervolging        |                                        |                                                                      |
| 2013 | 10e 1500m · 5000m · 10000m                    | · (, )                 | · (4e, , 10e, )      | 11e (8e, 8e, 13e, nc) | Achtervolging            | 5e 5/10 km · Achtervolging        |                                        |                                                                      |
| 2014 | 6e 1500m 4e 5000m 4e 10000m                   |                        | · (7e, , 9e, )       | · (7e, , 6e, )        |                          | 13e 1500m · 5000m · Achtervolging | 32e 1500m · 5e 5/10 km · Achtervolging |                                                                      |
| 2015 | 8e 1500m Dnf 5000m Dnf 10000m                 | NC9 · (, 11e, 16e, -)  |                      |                       |                          |                                   | -                                      |                                                                      |
| 2016 | 7e 1500m 6e 5000m                             | · (, )                 | · (5e, , 9e, )       | · (6e, , 6e, )        | Achtervolging            |                                   | 24e 1500m · Achtervolging              |                                                                      |
| 2017 | 8e 1500m 4e 5000m 6e 10000m                   | · (, )                 | · (, , 7e, )         | · (6e, , 15e, )       | Achtervolging            |                                   | 40e 1500m · 25e 5000m · Achtervolging  |                                                                      |
| 2018 | 7e 1500m 5e 5000m 4e 10000m                   |                        |                      |                       |                          | 7e 5000m · Achtervolging          | 17e 5k/10k                             |                                                                      |
|      |                                               |                        |                      |                       |                          |                                   |                                        |                                                                      |
| 2020 | dq 1500m · 6e 5000m · 4e 10.000m · massastart | · (4e, , )             |                      | 4e (8e, 7e, 4e, 5e)   |                          |                                   | 47e 5k/10k                             |                                                                      |
| 2021 | 12e 1500m 6e 5000m                            | DQ (4e, 5e, DQ, -)     |                      |                       |                          |                                   |                                        |                                                                      |
| 2022 | 5de 1500m · 9de 5000m · massastart            | NS3 · (, 6e, DNS, -)   |                      |                       |                          |                                   | 21e 1500m                              |                                                                      |

### Wereldbekerwedstrijden[64]
| Seizoen   | 1500 m                   | 5/10 km                 | Achtervolging |
| --------- | ------------------------ | ----------------------- | ------------- |
| 2009/2010 | -, -, -, -, -, -         | -, (b), -*, (b), -*, 4e | , , -, 4e     |
| 2010/2011 | -, -, -, -, -, -         | -, -, -*, 4e, -*, 8e    | -, -, Dq      |
| 2011/2012 |                          | 8e, 5e ,-* , , -*, 4e   | , ,-          |
| 2012/2013 |                          | , , 7e*, 7e, -*, 5e     | , , -,        |
| 2013/2014 | -, -, -, 2e(b), -, -     | 6e, 12e, -*, , -,       | ,             |
| 2014/2015 |                          |                         |               |
| 2015/2016 | -, 2e(b), 18e, 17e, -, - |                         | Dnf, ,        |
| 2016/2017 | -, -, 5e(b), -           | -, -, 1e(b), -*         | -, -, Dq, , - |
| 2017/2018 |                          | 4e                      | 10e           |

- = geen deelname
* = 10 000m

### Medaillespiegel
| Kampioenschap                    | Goud · | Zilver · | Brons · |
| -------------------------------- | ------ | -------- | ------- |
| NK Afstanden                     | 0      | 2        | 2       |
| NK Allround afstanden            | 1      | 8        | 3       |
| NK Allround klassement           | 3      | 1        | 1       |
| EK Allround afstanden            | 2      | 9        | 4       |
| EK Allround klassement           | 1      | 4        | 1       |
| EK Afstanden                     | 2      | 0        | 0       |
| WK Allround afstanden            | 2      | 3        | 3       |
| WK Allround klassement           | 0      | 2        | 2       |
| WK Afstanden                     | 3      | 0        | 1       |
| Olympische Spelen                | 1      | 1        | 1       |
| Wereldbeker 1500m                | 0      | 0        | 0       |
| Wereldbeker 5000m                | 0      | 3        | 2       |
| Wereldbeker 10000m               | 0      | 0        | 0       |
| Wereldbeker Ploegenachtervolging | 14     | 1        | 0       |
| Wereldbeker klassement           | 5      | 1        | 0       |
| WK Junioren afstanden            | 3      | 1        | 0       |
| WK Junioren klassement           | 1      | 0        | 0       |

2006: Anesi/Donagrandi/Fabris/Sanfratello ·
2010: Morrison/Giroux/Makowsky ·
2014: Blokhuijsen/Kramer/Verweij ·
2018: Bøkko/Henriksen/Nilsen/Pedersen ·
2022: Engebråten/Kongshaug/Pedersen
Onofficiële Europese kampioenschappen

1891: Onbeslist ·
1892: Onbeslist · 
1946: Göthe Hedlund 

Officiële Europese kampioenschappen

1893: Rudolf Ericson · 
1894: Onbeslist ·
1895: Alfred Næss · 
1896: Julius Seyler · 
1897: Julius Seyler · 
1898: Gustaf Estlander · 
1899: Peder Østlund · 
1900: Peder Østlund · 
1901: Rudolf Gundersen · 
1902: Johan Schwartz · 
1903: Onbeslist ·
1904: Rudolf Gundersen · 
1905: Johan Vikander · 
1906: Rudolf Gundersen · 
1907: Moje Öholm · 
1908: Moje Öholm · 
1909: Oscar Mathisen · 
1910: Nikolaj Stroennikov · 
1911: Nikolaj Stroennikov · 
1912: Oscar Mathisen · 
1913: Vasilij Ippolitov · 
1914: Oscar Mathisen · 
1922: Clas Thunberg · 
1923: Harald Strøm · 
1924: Roald Larsen · 
1925: Otto Polacsek · 
1926: Julius Skutnabb · 
1927: Bernt Evensen · 
1928: Clas Thunberg · 
1929: Ivar Ballangrud · 
1930: Ivar Ballangrud · 
1931: Clas Thunberg · 
1932: Clas Thunberg · 
1933: Ivar Ballangrud · 
1934: Michael Staksrud · 
1935: Karl Wazulek · 
1936: Ivar Ballangrud · 
1937: Michael Staksrud · 
1938: Charles Mathiesen · 
1939: Alfons Bērziņš · 
1947: Åke Seyffarth · 
1948: Reidar Liaklev · 
1949: Sverre Farstad · 
1950: Hjalmar Andersen · 
1951: Hjalmar Andersen · 
1952: Hjalmar Andersen · 
1953: Kees Broekman · 
1954: Boris Sjilkov · 
1955: Sigge Ericsson · 
1956: Jevgeni Grisjin · 
1957: Oleg Gontsjarenko · 
1958: Oleg Gontsjarenko · 
1959: Knut Johannesen · 
1960: Knut Johannesen · 
1961: Viktor Kositsjkin · 
1962: Robert Merkoelov · 
1963: Nils Egil Aaness · 
1964: Ants Antson · 
1965: Eduard Matoesevitsj · 
1966: Ard Schenk · 
1967: Kees Verkerk · 
1968: Fred Anton Maier · 
1969: Dag Fornæss · 
1970: Ard Schenk · 
1971: Dag Fornæss · 
1972: Ard Schenk · 
1973: Göran Claeson · 
1974: Göran Claeson · 
1975: Sten Stensen · 
1976: Kay Arne Stenshjemmet · 
1977: Jan Egil Storholt · 
1978: Sergej Martsjoek · 
1979: Jan Egil Storholt · 
1980: Kay Arne Stenshjemmet · 
1981: Amund Sjøbrend · 
1982: Tomas Gustafson · 
1983: Hilbert van der Duim · 
1984: Hilbert van der Duim · 
1985: Hein Vergeer · 
1986: Hein Vergeer · 
1987: Nikolaj Goeljajev · 
1988: Tomas Gustafson · 
1989: Leo Visser · 
1990: Bart Veldkamp · 
1991: Johann Olav Koss · 
1992: Falko Zandstra · 
1993: Falko Zandstra · 
1994: Rintje Ritsma · 
1995: Rintje Ritsma · 
1996: Rintje Ritsma · 
1997: Ids Postma · 
1998: Rintje Ritsma · 
1999: Rintje Ritsma · 
2000: Rintje Ritsma · 
2001: Dmitri Sjepel · 
2002: Jochem Uytdehaage · 
2003: Gianni Romme · 
2004: Mark Tuitert · 
2005: Jochem Uytdehaage · 
2006: Enrico Fabris · 
2007: Sven Kramer · 
2008: Sven Kramer · 
2009: Sven Kramer · 
2010: Sven Kramer · 
2011: Ivan Skobrev · 
2012: Sven Kramer · 
2013: Sven Kramer · 
2014: Jan Blokhuijsen · 
2015: Sven Kramer · 
2016: Sven Kramer · 
2017: Sven Kramer · 
2019: Sven Kramer · 
2021: Patrick Roest · 
2023: Patrick Roest · 
2025: Sander Eitrem